# Columbus entdeckt Krähwinkel
Columbus entdeckt Krähwinkel ist ein deutsches Filmlustspiel aus dem Jahr 1954. Unter der Regie von Ulrich Erfurth und Alexander Paal spielen Charles Chaplins Söhne Sydney Chaplin und Charlie Chaplin jr. die Hauptrollen als zwei in deutsche „Frolleins“ (Paola Loew und Eva Kerbler) verliebte ehemalige GIs, die mit ihren großspurigen Geschäftsideen ein kleines, deutsches Provinznest amerikanisieren wollen.

## Handlung
Clark und Jimmy Hunter sind zwei amerikanische Brüder, die gemeinsam ihre Militärzeit in Deutschland verbracht haben. Dort verliebten sie sich nicht nur in das Land, sondern auch in die hübschen jungen Einheimischen Susi Merzheim und Eva Wagner. Nun wollen die beiden Männer ins beschauliche Kaff Krähwinkel zurückkehren, im Gepäck: Eine „grandiose“ Geschäftsidee. In dem verschlafenen Fachwerkbau-Nest wird gerade ein „verlorener Sohn“ willkommen geheißen, der aus Amerika heimgekehrte Toni Wagner, Sohn des ortsansässigen Apothekers. Toni nimmt als erstes Kontakt zu Susi auf, seiner alten Liebe, und fragt sie nach Clark Hunter aus, um den Stand der Dinge zwischen den beiden zu erfahren. In die Feier zu Tonis Ehren platzen die beiden Hunter-Brüder, die soeben aus den USA nach Deutschland zurückgekehrt sind, hinein. Toni ist wenig erfreut, dass Susi plötzlich nur noch Augen für den forschen Clark hat und dann auch noch den von Schneider Lüttgen für Clark entworfenen Anzug, den Toni ausgerechnet zu diesem Fest trägt, sofort wieder ausziehen soll. 
Clark kündigt an, dass er für Krähwinkel große Geschäftspläne hat: die Moderne soll Einzug halten! Geplant ist ein gewaltiges Freilicht- und Autokino, ein riesiges Warenhaus mit Selbstbedienung, ein gigantisches Hotel mit Hubschrauberlandeplatz und, als krönenden Abschluss, eine den gesamten historischen Altstadtkern überdachende, gigantomanische Autobahn mit eigenen Tankstellen. Die Einrichtung für einen Drugstore hat Clark gleich mitgebracht. Den baulichen Größenwahn möchte der Amerikaner schließlich mit dem Slogan krönen: „Das junge amerikanische Herz im alten Europa“. Bürgermeister Meier wittert bereits ein großes Geschäft und dient den beiden US-Boys den kauzigen Altwarenhändler Wiebel als offiziellen Partner an, da Amerikaner nicht ohne weiteres Geschäfte in Deutschland machen dürfen. Bald ist der Drugstore eröffnet und wird von den Krähwinklern zunächst gern angenommen, lediglich die älteren Bewohnern fremdeln ein wenig mit der amerikanischen Moderne. 
Doch bald kehren die Bewohner zum alten Trott zurück, und die Hunters haben so ihre Probleme damit, den „american way of life“ in Krähwinkel durchzusetzen: Gegen die lieb gewordenen Gewohnheiten können die beiden ungeduldigen Hunters kaum etwas ausrichten. Zu Clarks Unglück tritt dann auch noch Toni Wagner die Nachfolge von Bürgermeister Meier an. Seine Wähler erwarten von ihm nicht weniger, als dass er die Veränderungen des Stadtbildes seit Ankunft der Hunters wieder rückgängig macht. Doch Toni erweist sich gegenüber seinem Rivalen Clark als fair und genehmigt dessen Geschäftsanträge. Doch der sieht in Krähwinkel keine Zukunft mehr für sich und seine Ideen und beschließt dem Angebot von Florence, der französischen Freundin seiner Schwester Olive, nachzukommen, und mit ihr nach Paris zu gehen, wo man neuen Ideen viel aufgeschlossener gegenüber stünde, wie Florence versichert. Noch ehe er mit ihr im Sportwagen in die große, weite Welt entschwindet, kommt es in der Krähwinkler Kirche zur Doppelhochzeit von Toni und Susi sowie Jimmy und Eva.

## Produktionsnotizen
Die Dreharbeiten zu Columbus entdeckt Krähwinkel entstanden im Frühjahr 1954 in Michelstadt (Außenaufnahmen) und in den Real-Film-Studios von Hamburg-Tonndorf. Die Uraufführung des Films erfolgte am 10. August 1954 in Duisburg und Frankfurt am Main, die Berliner Erstaufführung fand acht Tage darauf statt. In Österreich lief der Streifen unter dem Titel 6000 Kilometer Liebe am 15. Juli 1955 an.
Gyula Trebitsch hatte die Produktionsleitung, Erna Sander erstellte die Kostüme. Die Filmbauten entwarfen Herbert Kirchhoff und Albrecht Becker. Für den Ton zeichneten Robert Fehrmann und Werner Schlagge verantwortlich.
Drehbuchautor Axel von Ambesser fungierte auch als Erzähler.

## Kritiken
„"Frei nach einem Drehbuch von Axel von Ambesser" inszenierten Alexander Paal und Ulrich Erfurth eine etwas ruckhafte und umständliche, doch zuweilen auch witzige Belehrung für die Sendboten Amerikas: Die deutschen Krähwinkler in ihren Fachwerkhäusern wollen keine Stromliniengebäude und ziehen ein lauschiges Café dem Drugstore vor. Das Ensemble: zwei originale Chaplin-Söhne, eine Massierung deutscher Spaßmacher und Gemütsspezialisten und vier besonders hübsche und besonders junge Nachwuchsdamen.“

Paimann’s Filmlisten resümierte: „Hier wurde einmal der Besatzungskonflikt umgekehrt, welche Idee dann aber nicht konsequent und zu weitschweifig durchgeführt ist.“

„Ein zugleich volkstümliches und zeitkritisches Lustspiel, das trotz des Einsatzes zweier Chaplin-Söhne die Hoffnungen, die das Thema weckte, nicht erfüllte.“